# San Diego del Llanito
San Diego del Llanito är en ort i Mexiko.   Den ligger i kommunen Dolores Hidalgo och delstaten Guanajuato, i den centrala delen av landet, 270 km nordväst om huvudstaden Mexico City. San Diego del Llanito ligger 1 950 meter över havet och antalet invånare är 748.
Terrängen runt San Diego del Llanito är huvudsakligen platt, men västerut är den kuperad. Runt San Diego del Llanito är det ganska tätbefolkat, med 96 invånare per kvadratkilometer. Närmaste större samhälle är Dolores Hidalgo, 1,9 km nordost om San Diego del Llanito. Trakten runt San Diego del Llanito består i huvudsak av gräsmarker.